# Stadio Ezio Scida
Stadio Ezio Scida – stadion piłkarski znajdujący się w mieście Crotone we Włoszech.
Swoje mecze rozgrywa na nim zespół FC Crotone. Jego pojemność wynosi 9 631.